# Dê núi Siberia
Dê núi Siberia (Capra sibirica) là một loài động vật có vú trong họ Bovidae, bộ Artiodactyla. Loài này được Pallas mô tả năm 1776. Loài này sinh sống ở Trung Á. Theo truyền thống, loài này được coi là một phân loài của dê núi Alps, và liệu chúng có nhiều khác biệt với các loài dê núi khác hay không vẫn chưa hoàn toàn rõ ràng. Đây là thành viên dài nhất và nặng nhất của chi Capra, mặc dù chiều cao vai vượt qua cả loài sơn dương Markhor.

## Hình ảnh

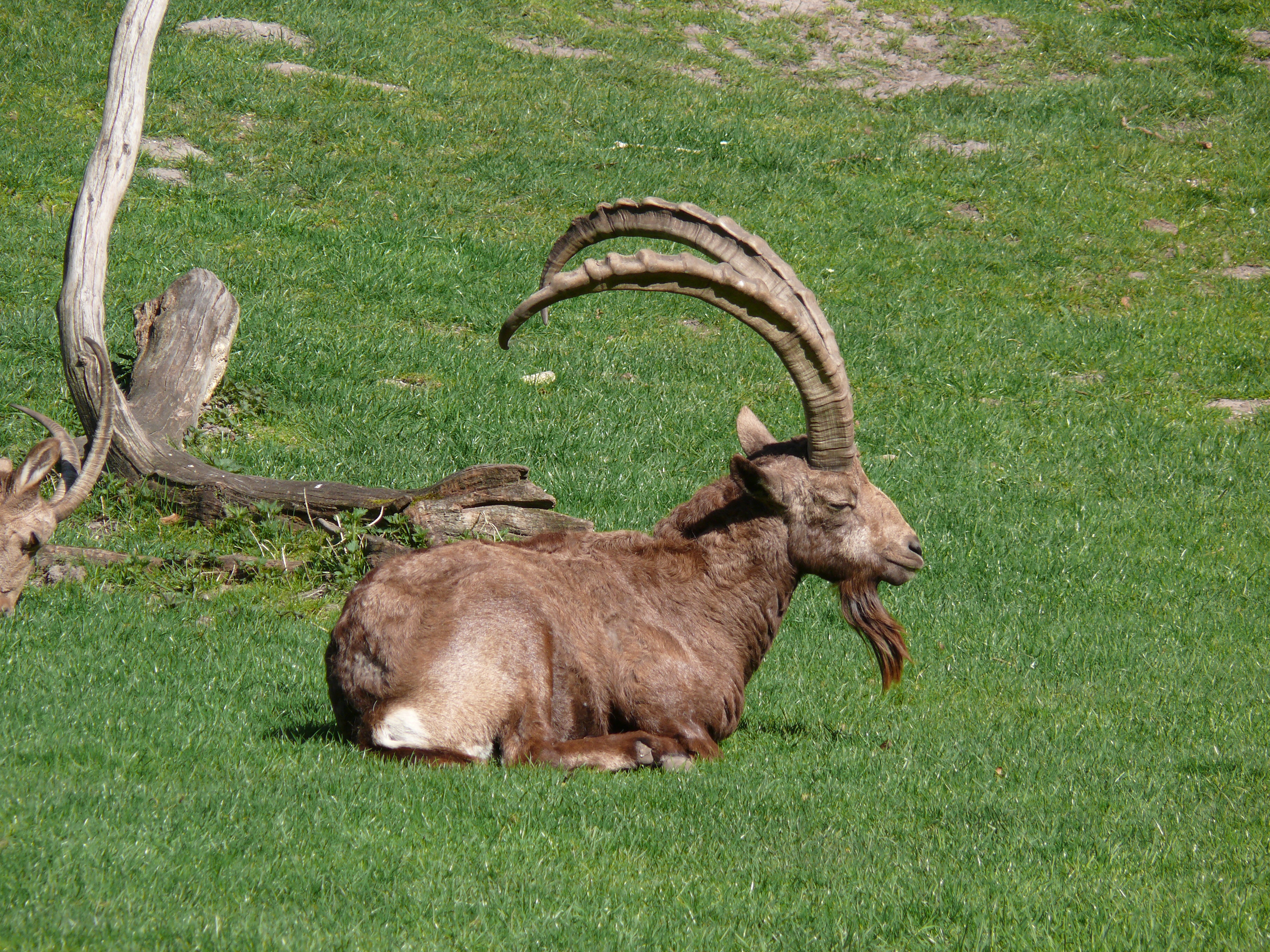
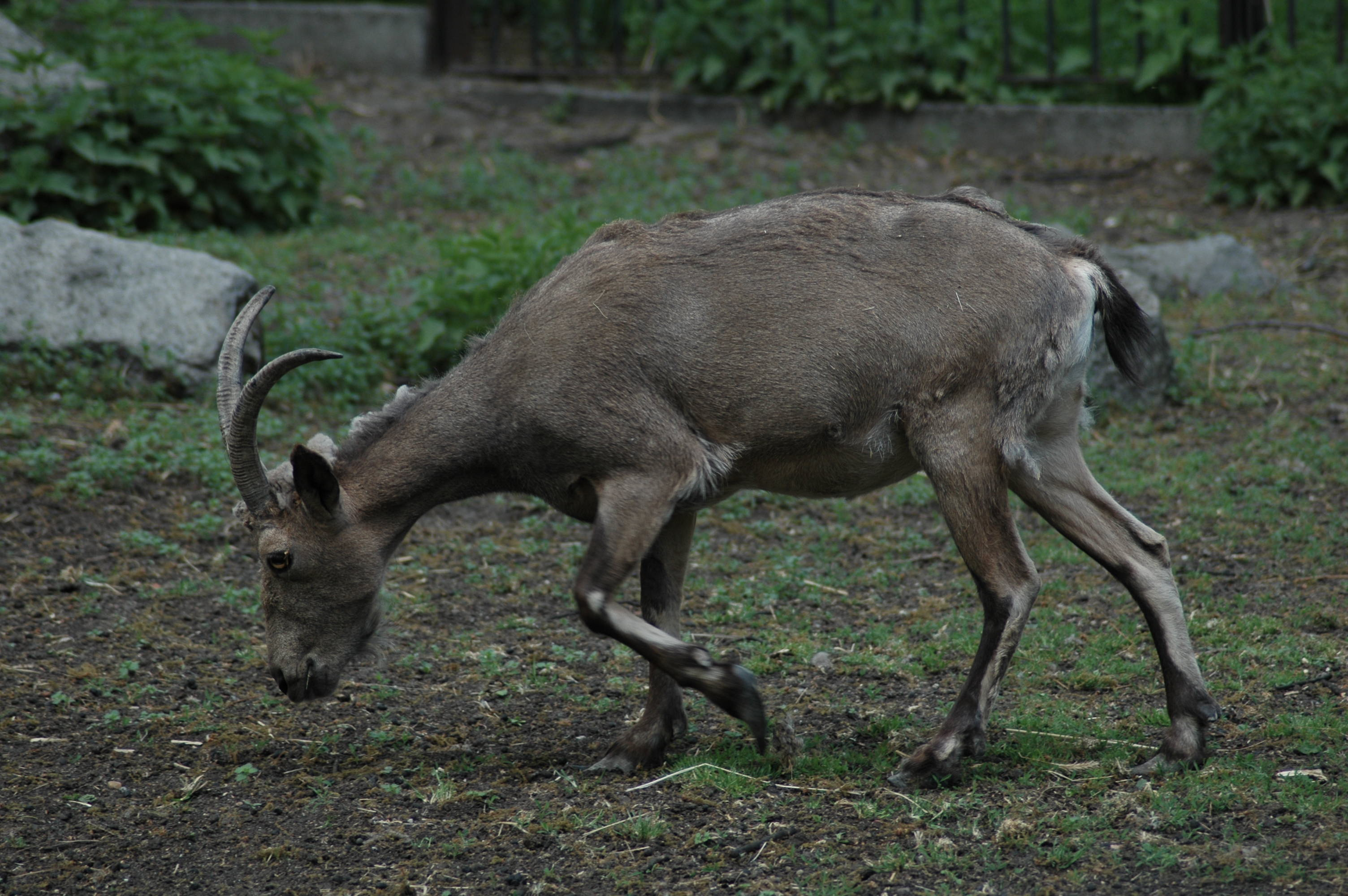
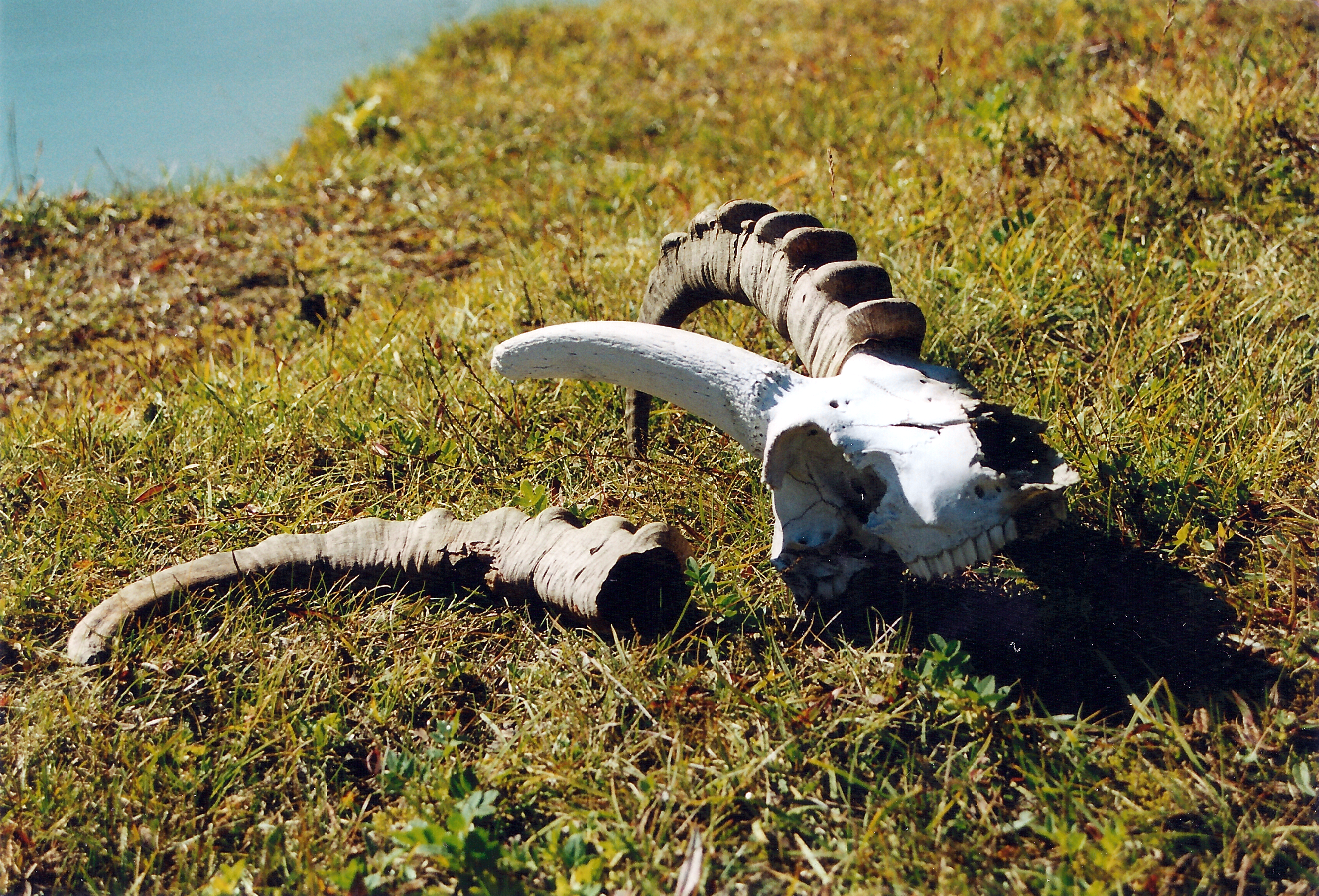